# Crazy Beach
Crazy Beach (ビーチできゅ〜♥, Bīchi de kyu) est un manga d'Hideki Ōwada sorti au Japon aux éditions Shōnen Gahōsha en 2004 et en français chez Taifu Comics.

## Synopsis
Mizuki Hazuki est une jeune passionnée de beach volley. Un jour, Ozōin, la meilleure joueuse du lycée accepte de faire équipe avec elle. Mais Usui, l'ancienne coéquipière de Ozōin, fera tout pour récupérer sa place.

## Personnages
- Mizuki Hazuki (葉月海月, Hazuki Mizuki?) est en première année au lycée. Jeune joueuse de beach volley, elle n'est pas très douée mais pleine de bonne volonté. Elle est très crédule et fait confiance aux autres, notamment à Usui. Elle est surnommée Méduse, les caractères chinois de son prénom pouvant également se lire Kurage qui signifie méduse.

- Ozōin (王蔵院?). Grande joueuse de beach volley, elle est surnommée « Miss Éléphant ». Elle choisit Mizuki pour faire équipe avec elle au détriment d'Usui qu'elle trouve trop moche.

- Usui (薄井?) est l'ancienne coéquipière d'Ozōin. Elle déteste Mizuki pour lui avoir pris sa place.

- Yone (米沢?) est la meilleure amie de Mizuki.

## Chapitres
- Épisode 1 : Méduse entre en scène (くらげ大地に立つ?)
- Épisode 2 : Il faut tuer Méduse ! (くらげ破壊命令?)
- Épisode 3 : Le cargo de la Méduse (くらげの補給艦を叩け！?)
- Épisode 4 : La vie quotidienne d'Usui (復活の薄井?)
- Épisode 5 : Il faut stopper Méduse ! (くらげよ止まれ?)
- Épisode 6 : Brille, Méduse, brille ! (光るくらげ, Kōru Kurage?)
- Épisode 7 : La grande évasion (脱出, Datsu shitsu?)

Les titres des chapitres sont inspirés des titres des épisodes de Mobile Suit Gundam.

## Autour du manga
Le surnom du personnage d'Ozōin, « Miss Éléphant », Ozōfūjin en japonais, fait référence au manga Jeu, set et match ! (エースをねらえ!, Ēsu o Nerae!) où un personnage est surnommée « Miss papillon », Ochōfūjin en japonais.